# 닷컴 버블

2000년 나스닥 종합 지수는 닷컴 버블의 결과로 급등한 후 급격히 하락했다.

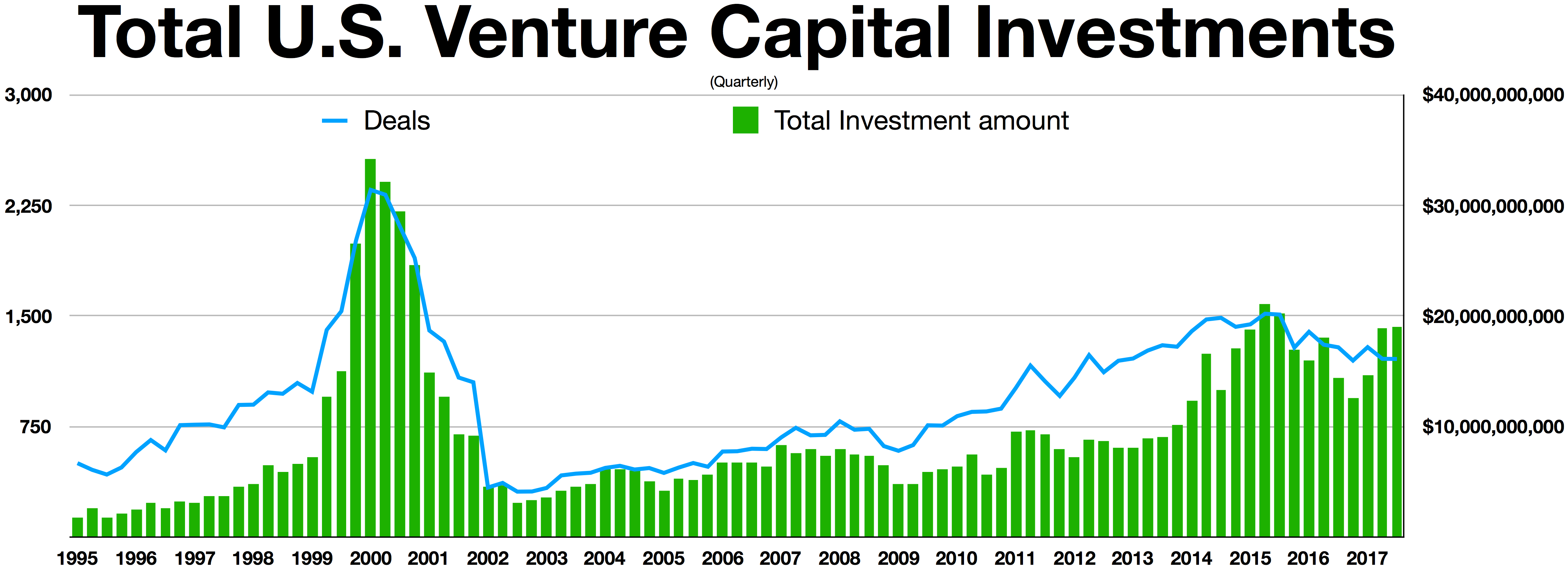
미국 벤처 캐피털 분기별 투자 (1995-2017)

닷컴 버블(dot-com bubble) 또는 닷컴 붐은 1990년대 후반에 부풀어 올라 2000년 3월 10일 금요일에 정점에 달했던 주식 시장 버블이었다. 이 시기의 시장 성장은 월드 와이드 웹과 인터넷의 광범위한 채택과 맞물려, 사용 가능한 벤처 캐피털의 분배와 새로운 닷컴 스타트업의 가치 급등을 초래했다. 1995년부터 2000년 3월 정점까지, 나스닥 종합 주가 지수에 대한 투자는 80% 증가했지만, 2002년 10월에는 정점 대비 78% 하락하여 버블 기간 동안의 모든 상승분을 반납했다.
닷컴 붕괴 동안 온라인 쇼핑 회사인 Pets.com, Webvan, Boo.com뿐만 아니라 Worldcom, NorthPoint Communications, Global Crossing과 같은 여러 통신 회사들이 실패하고 문을 닫았다. Lastminute.com, MP3.com 및 PeopleSound와 같은 다른 회사들은 인수되었다. 아마존 및 시스코 시스템즈와 같은 대기업은 시가총액의 상당 부분을 잃었으며, 시스코는 주식 가치의 80%를 잃었다.

## 배경
역사적으로 닷컴 붐은 1840년대의 철도 광풍, 1900년대의 자동차, 1920년대의 라디오, 1940년대의 텔레비전, 1950년대의 트랜지스터 전자 제품, 1960년대의 컴퓨터 시분할, 1980년대의 가정용 컴퓨터 및 생명공학 등 과거의 여러 기술 혁신에 따른 붐과 유사하다고 볼 수 있다.

## 개요
1998~99년의 낮은 이자율은 신생 기업 증가에 기여했다.
닷컴 버블은 2000년에 터져 수많은 스타트업이 벤처 캐피털을 소진한 후 수익을 내지 못하고 실패하게 만들었다. 그러나 eBay와 Amazon과 같은 일부 온라인 소매업체들은 살아남아 나중에 높은 수익을 올렸다. 전통적인 소매업체들도 웹을 보조 판매 채널로 사용하기 시작했다. 자금 지원이 중단되면서 많은 온라인 엔터테인먼트 및 뉴스 사이트가 붕괴했지만, 다른 사이트들은 살아남아 결국 자립하게 되었다. 살아남은 사이트들은 건전한 사업 계획과 독특하지는 않더라도 특히 잘 정의되고 잘 서비스되는 시장의 틈새라는 두 가지 공통점을 가지고 있었다.
닷컴 버블 이후, 많은 인터넷 비즈니스 고객들이 파산하면서 통신 회사들은 엄청난 과잉 생산 능력을 갖게 되었다. 이는 지역 셀 인프라에 대한 지속적인 투자와 함께 연결 요금을 낮게 유지하는 데 도움이 되었고, 고속 인터넷 연결을 더 저렴하게 만들었다.
이 기간 동안 새로운 비즈니스 모델은 웹의 매력을 높이는 데 기여했다. 여기에는 항공권 예약 플랫폼, Google의 검색 엔진 및 키워드 기반 광고, eBay의 경매 사이트 및 Amazon.com의 온라인 백화점과 같은 서비스가 포함되었다. 인터넷의 저렴한 글로벌 접근성은 광고, 직접 판매 및 고객 관리 분야의 전통적인 관행에 도전했다. 이러한 발전은 광고, 통신 판매, 고객 관계 관리 및 기타 여러 분야에서 확립된 비즈니스 교리를 뒤집는 데 기여했다.
웹은 새로운 킬러 앱이었다. 웹은 관련 없는 구매자와 판매자를 원활하고 저렴한 방식으로 연결할 수 있었다. 전 세계의 기업가들은 새로운 비즈니스 모델을 개발하고 가장 가까운 벤처 캐피털리스트에게 달려갔다. 일부 신생 기업가들은 비즈니스 및 경제 경험이 있었지만, 대다수는 단순히 아이디어를 가진 사람들이었고 자본 유입을 신중하게 관리하지 못했다.
또한 많은 닷컴 사업 계획은 인터넷을 사용하여 기존 사업의 유통 채널을 우회하여 이들과 경쟁할 필요가 없을 것이라는 가정에 기반을 두었다. 강력한 기존 브랜드를 가진 기존 사업체들이 자체적인 인터넷 존재를 개발하자 이러한 희망은 산산조각 났고, 신생 기업들은 더 크고 확고한 사업체들이 지배하는 시장에 진입하기 위해 고군분투하게 되었다.
닷컴 버블은 2000년 3월에 터졌으며, 기술 중심의 나스닥 종합 지수는 3월 10일에 5,048.62로 정점을 찍었다 (장중 최고치는 5,132.52) 이는 불과 1년 전의 두 배가 넘는 수치였다. 2001년에는 버블 붕괴가 전면적으로 진행되었다. 대다수의 닷컴 기업들은 벤처 캐피털과 IPO 자본을 소진한 후 종종 수익을 내지 못하고 폐업했다. 그러나 이러한 상황에도 불구하고 인터넷은 상업, 끊임없이 증가하는 온라인 정보, 지식, 소셜 네트워킹 및 모바일 기기를 통한 접근으로 인해 계속 성장했다.

## 버블 서곡
1993년에 모자이크와 이후 몇 년 동안의 웹 브라우저 출시로 컴퓨터 사용자들은 월드 와이드 웹에 접근할 수 있게 되었고, 이는 인터넷 사용을 대중화시켰다. 인터넷 사용은 "디지털 격차"의 감소와 연결성, 인터넷 활용 및 컴퓨터 교육의 발전으로 인해 증가했다. 1990년부터 1997년까지 미국 가정의 컴퓨터 소유율은 15%에서 35%로 증가했으며, 컴퓨터 소유는 사치품에서 필수품으로 바뀌었다. 이는 정보 기술에 기반한 경제인 정보화 시대로의 전환을 의미했으며, 많은 새로운 회사들이 설립되었다.
동시에, 이자율 하락은 자본 가용성을 증가시켰다. 미국의 최고 자본 이득세를 낮춘 1997년 납세자 구제법 또한 사람들이 더 투기적인 투자를 하도록 만들었다. 당시 연방준비제도 이사회 의장이었던 앨런 그린스펀은 주식 가치에 긍정적인 평가를 내리면서 주식 시장 투자를 부추겼다고 알려져 있다. 1996년 통신법은 많은 새로운 기술을 가져올 것으로 예상되었고, 많은 사람들이 이를 통해 이익을 얻고자 했다.

## 버블
이러한 요인들로 인해 많은 투자자들이 어떤 가치 평가에도 불구하고 .com 기업에 투자하고 싶어 했다. 특히 이름에 인터넷 관련 접두사나 ".com" 접미사가 있는 경우 더욱 그러했다. 벤처 캐피털은 쉽게 조달할 수 있었다. 투자 은행들은 (거의 모두 나스닥에 상장된) IPO로부터 상당한 이익을 얻었으며, 투기를 부추기고 기술 투자를 장려했다. 제4차 산업 부문의 주가 급등과 기업들이 미래에 수익을 낼 것이라는 확신이 결합되어 많은 투자자들이 주가수익률과 같은 전통적인 지표를 간과하고 기술 발전에 대한 확신에 기반을 두어 주식 시장 버블을 초래하는 환경을 조성했다. 1995년부터 2000년까지 나스닥 종합 주가 지수는 400% 상승했다. 1991년 일본의 거품 경제 당시 닛케이 225의 최고 주가수익률 80을 압도하는 200에 달했다. 1999년에 Qualcomm의 주가는 2,619% 상승했으며, 다른 12개 대형주 각각은 1,000% 이상 상승했고, 추가로 7개 대형주 각각은 900% 이상 상승했다. 1999년에 나스닥 종합 지수는 85.6%, S&P 500은 19.5% 상승했음에도 불구하고, 투자자들이 성장 속도가 느린 회사의 주식을 팔아 인터넷 주식에 투자하면서 주가가 상승한 주식보다 하락한 주식이 더 많았다.
붐 기간 동안 전례 없는 개인 투자가 이루어졌으며, 금융 시장에서 거래하기 위해 직장을 그만두는 사람들의 이야기는 흔한 일이었다. 뉴스 미디어는 주식 시장에 투자하려는 대중의 욕구를 이용했다. The Wall Street Journal의 기사는 투자자들이 이익이라는 "고풍스러운 개념"을 "재고"할 것을 제안했고, CNBC는 많은 네트워크가 스포츠 중계에 제공하는 것과 같은 수준의 서스펜스로 주식 시장을 보도했다.
붐의 절정기에는 유망한 닷컴 기업이 IPO를 통해 공개 회사가 되고, 심지어 수익을 낸 적이 없거나, 어떤 경우에는 실질적인 수익을 올리거나 완성된 제품조차 없이 상당한 자금을 조달할 수 있었다. 직원 스톡 옵션을 받은 사람들은 회사가 IPO를 실행하면 즉시 백만장자가 되었다. 그러나 대부분의 직원들은 보호 예수 기간으로 인해 즉시 주식을 매각하는 것이 금지되었다. 마크 큐번과 같은 가장 성공적인 기업가들은 이익을 보호하기 위해 주식을 매각하거나 헤지에 들어갔다. 존 템플턴 경은 그가 "일시적인 광기"이자 "일생일대의 기회"라고 불렀던 버블의 정점에서 많은 닷컴 주식을 성공적으로 공매도했다. 그는 기업공개 후 6개월이 지나 보호 예수 기간이 끝나기 직전에 주식을 공매도했는데, 이는 많은 닷컴 기업 경영자들이 가능한 한 빨리 주식을 매각할 것이고, 대규모 매도가 주가를 하락시킬 것이라고 정확하게 예측했기 때문이다.

### 닷컴 기업의 지출 경향
대부분의 닷컴 기업들은 네트워크 효과를 활용하여 가능한 한 빨리 시장 점유율 또는 마인드 셰어를 구축하기 위해 "빠르게 커져라"와 "커지거나 사라져라"라는 모토를 사용하며 광고 및 홍보에 막대한 비용을 지출하여 영업 손실을 입었다. 이 회사들은 미래에 서비스에 대한 수익성 있는 요금을 청구할 수 있을 만큼 충분한 브랜드 인지도를 구축할 수 있을 것이라는 기대를 가지고 서비스를 무료 또는 할인된 가격으로 제공했다.
"수익보다 성장"이라는 사고방식과 "신경제" 무적의 아우라는 일부 기업들이 호화로운 비즈니스 시설과 직원들을 위한 사치스러운 휴가에 엄청난 지출을 하도록 이끌었다. 새로운 제품이나 웹사이트가 출시될 때마다 회사는 "닷컴 파티"라고 불리는 값비싼 이벤트를 조직했다.

### 통신 버블
미국 1996년 통신법이 발효된 후 5년 동안 통신 장비 회사들은 주로 부채로 자금을 조달하여 5,000억 달러 이상을 광섬유 케이블 부설, 새로운 스위치 추가 및 무선 네트워크 구축에 투자했다. 버지니아주의 덜레스 기술 회랑과 같은 많은 지역에서 정부는 기술 인프라에 자금을 지원하고 기업 확장을 장려하기 위해 유리한 비즈니스 및 세법을 만들었다. 용량 증가는 수요 증가를 훨씬 초과했다. 재무장관 고든 브라운이 주도한 2000년 4월 영국의 3G 주파수 경매는 225억 파운드를 모금했다. 독일에서는 2000년 8월에 경매를 통해 300억 파운드가 모금되었다. 1999년 미국에서의 3G 주파수 경매는 낙찰자들이 40억 달러의 입찰가를 지불하지 못하자 재경매를 실시해야 했다. 재경매는 원래 판매 가격의 10%를 기록했다. 버블이 터지면서 자금 조달이 어려워지자 일부 기업의 높은 부채비율은 여러 건의 파산으로 이어졌다. 채권 투자자들은 투자금의 20%를 약간 넘게 회수했다. 그러나 필립 앤슈츠 (19억 달러), 조셉 나키오 (2억 4,800만 달러), 게리 위닉 (7억 4,800만 달러)을 포함한 여러 통신 임원들은 붕괴 이전에 주식을 매각했다.

## 버블 붕괴

미국의 역사적 정부 이자율

2000년대 초반에 가까워지면서 기업들이 2000년 문제에 대비함에 따라 기술에 대한 지출은 변동성이 컸다. 컴퓨터 시스템이 시계 및 달력 시스템을 1999년에서 2000년으로 변경하는 데 문제가 발생하여 더 광범위한 사회적 또는 경제적 문제를 야기할 수 있다는 우려가 있었지만, 적절한 준비 덕분에 사실상 아무런 영향이나 방해도 없었다. 마케팅 지출 또한 이 분야에서 새로운 최고치를 기록했다. 두 닷컴 기업이 슈퍼볼 XXXIII에 광고를 구매했고, 다음 해 슈퍼볼 XXXIV에는 17개 닷컴 기업이 광고를 구매했다.
2000년 1월 10일, 스티브 케이스와 테드 레온시스가 이끄는 AOL은 제럴드 M. 레빈이 이끄는 타임 워너와의 합병을 발표했다. 이 합병은 당시까지 가장 큰 규모였으며 많은 분석가들의 의문을 샀다. 그리고 2000년 1월 30일, 슈퍼볼 XXXIV의 61개 광고 중 12개 광고가 닷컴 기업에 의해 구매되었다 (출처에 따라 닷컴 기업의 정의에 따라 12개에서 최대 19개 회사로 범위가 달라진다). 당시 30초짜리 광고의 비용은 190만 달러에서 220만 달러 사이였다.
한편, 당시 연방준비제도 이사회 의장이었던 앨런 그린스펀은 여러 차례 금리를 인상했는데, 많은 이들은 이러한 조치가 닷컴 버블 붕괴의 원인이 되었다고 믿었다. 그러나 폴 크루그먼에 따르면, "그는 시장의 열기를 억제하기 위해 금리를 인상하지 않았고, 주식 시장 투자자들에게 증거금 요건을 부과하려고도 하지 않았다. 대신 [그는] 2000년에 버블이 터질 때까지 기다렸다가 나중에 사태를 수습하려고 노력했다"고 한다. 재무 저술가이자 평론가인 E. 레이 캔터베리는 크루그먼의 비판에 동의했다.
2000년 3월 10일 금요일, 나스닥 종합 주가 지수는 5,048.62로 정점을 찍었다. 그러나 2000년 3월 13일, 일본 경제가 다시 불황에 진입했다는 소식은 기술주에 불균형적으로 영향을 미치는 전 세계적인 매도를 촉발했다. 얼마 지나지 않아 Yahoo!와 eBay는 합병 협상을 중단했고 나스닥은 2.6% 하락했지만, 투자자들이 강세를 보이던 기술주에서 부진하던 기존 주식으로 전환하면서 S&P 500은 2.4% 상승했다.
2000년 3월 20일, Barron's는 "불타오르는; 경고: 인터넷 기업들은 현금이 빠르게 바닥나고 있다"는 제목의 표지 기사를 실어 많은 인터넷 기업의 임박한 파산을 예고했다. 이는 많은 사람들이 투자를 재고하게 만들었다. 같은 날, 마이크로스트래티지는 공격적인 회계 관행으로 인해 수익 재표를 발표했다. 1년 만에 주당 7달러에서 최고 333달러까지 올랐던 주가는 하루 만에 140달러로, 즉 62% 하락했다. 다음 날, 연방준비제도는 금리를 인상하여 역전된 수익률 곡선을 초래했지만, 주식은 일시적으로 반등했다.
모든 투기와는 별개로, 토머스 펜필드 잭슨 판사는 미국 대 마이크로소프트 사건 (2001년) 사건에서 그의 법적 결론을 내렸고, 마이크로소프트가 셔먼 반독점법 위반으로 독점 및 결합 판매에 유죄라고 판결했다. 이는 마이크로소프트 주식 가치의 하루 만에 15% 하락과 나스닥 가치의 350포인트, 즉 8% 하락으로 이어졌다. 많은 사람들은 이러한 법적 조치가 전반적인 기술 산업에 좋지 않다고 보았다. 같은 날, 블룸버그 뉴스는 "이제 마침내 숫자에 주목할 때가 왔다"는 널리 읽히는 기사를 게재했다.
2000년 4월 14일 금요일, 나스닥 종합 지수는 9% 하락하며 한 주 동안 25% 하락했다. 투자자들은 납세의 날 이전에 주식을 팔아야 했다. 2000년 6월까지 닷컴 기업들은 광고 캠페인에 대한 지출을 재평가할 수밖에 없었다. 2000년 11월 9일, 아마존닷컴의 지원을 받았던 유명한 회사 Pets.com은 IPO를 마친 지 9개월 만에 폐업했다. 그때까지 대부분의 인터넷 주식은 최고가에서 75% 하락하여 1조 7,550억 달러의 가치를 날려버렸다. 2001년 1월, 단 세 개의 닷컴 기업만이 슈퍼볼 XXXV 동안 광고 시간을 구매했다. 9월 11일 테러는 주식 시장 하락을 가속화했다. 투자자 신뢰는 2001년 10월 엔론 스캔들, 2002년 6월 월드컴 스캔들, 2002년 7월 아델피아 커뮤니케이션즈 코퍼레이션 스캔들을 포함한 여러 회계 스캔들과 그에 따른 파산으로 더욱 약화되었다.
2002년 주식 시장 침체가 끝날 무렵, 주식은 정점 이후 시가총액에서 5조 달러를 손실했다. 2002년 10월 9일 최저점에서는 나스닥-100 지수가 최고점에서 78% 하락한 1,114를 기록했다.

## 여파
벤처 캐피털을 더 이상 이용할 수 없게 되자, 경영진과 투자자의 운영 사고방식은 완전히 바뀌었다. 닷컴 기업의 수명은 기존 자본을 소진하는 속도인 소진율로 측정되었다. 많은 닷컴 기업들이 자본이 바닥나 청산 절차를 거쳤다. 광고 및 운송과 같은 지원 산업들은 서비스 수요 감소로 인해 운영을 축소했다. 그러나 많은 기업들이 붕괴를 견뎌냈으며, 2004년까지 닷컴 기업의 48%가 낮은 가치에도 불구하고 살아남았다.
버나드 에버스, 제프리 스킬링, 케네스 레이를 비롯한 여러 기업과 경영진은 주주 자금을 오용한 혐의로 사기 혐의로 기소되거나 유죄 판결을 받았으며, 미국 증권거래위원회는 투자자들을 오도한 혐의로 씨티그룹과 메릴린치를 포함한 투자 회사에 막대한 벌금을 부과했다.
손실을 입은 후 개인 투자자들은 투자 포트폴리오를 보다 신중한 입장으로 전환했다. 하이 테크 주식에 중점을 둔 인기 있는 인터넷 포럼인 실리콘 인베스터, Yahoo! Finance, The Motley Fool 등은 사용량이 크게 감소했다.

### 고용 시장과 사무 장비 과잉 공급
프로그래머 해고는 노동 시장의 일반 과잉 공급을 초래했다. 컴퓨터 관련 학과 대학 등록률은 현저하게 감소했다. 개당 1,100달러에 팔리던 에어론 의자는 대량으로 청산되었다.

### 유산
기술 부문의 성장이 안정화되면서 기업들은 통합되었다. Amazon.com, eBay, Nvidia, Google과 같은 일부 기업은 시장 점유율을 확보하고 각 분야를 지배하게 되었다. 가장 가치 있는 상장 기업들은 이제 일반적으로 기술 부문에 속해 있다.
2015년 출간된 책에서, 많은 닷컴 기업에 자금을 투자했으며 버블이 터지면서 순자산의 90%를 잃었던 벤처 캐피털리스트 프레드 윌슨은 닷컴 버블에 대해 다음과 같이 말했다.
내 친구가 멋진 말을 했어. 그는 "비이성적 과열 없이는 중요한 어떤 것도 만들어진 적이 없다"고 말했지. 투자자들이 주머니를 열고 철도나 자동차, 항공 우주 산업 등을 건설하는 데 자금을 대도록 하기 위해 이런 광기가 필요하다는 의미야. 그리고 이 경우, 투자된 자본의 상당 부분은 손실되었지만, 그 중 많은 부분은 인터넷을 위한 매우 높은 처리량 백본과 작동하는 많은 소프트웨어, 데이터베이스 및 서버 구조에 투자되었어. 이 모든 것들이 우리가 오늘날 가지고 있는 것을 가능하게 했고, 그것이 우리 삶 전체를 변화시켰지... 이 모든 투기적 광기가 이뤄낸 거야.

## 같이 보기
- 파산
- 웹 2.0